# Roeslan Chomtsjak
Roeslan Borysovych Chomtsjak (Oekraïens: Русла́н Бори́сович Хомча́к) (Rivne, 5 juni 1967) is een Oekraïense generaal en voormalig commandant van de Oekraïense krijgsmacht. Momenteel is Chomtsjak plaatsvervangend secretaris van de nationale veiligheids- en defensieraad van Oekraïne.
Op 21 mei 2019 benoemde president Volodymyr Zelensky hem tot chef van de generale staf en commandant van de Oekraïense krijgsmacht.  Op 28 maart 2020 verdeelde Zelensky middels een decreet de functies van commandant en chef van de generale staf. Op deze dag onthief Zelensky Chomtsjak uit de functie van chef van de generale staf en benoemde hem tot commandant van de Oekraïense krijgsmacht, terwijl hij tegelijkertijd Sergey Korniychuk tot chef van de generale staf aanstelde.
Op 27 juli 2021 onthief president Zelensky Chomtsjak van zijn functie als commandant en benoemde Valerii Zaloezjnyi tot nieuwe commandant van de Oekraïense krijgsmacht.
Chomtsjak is getrouwd met Anna Kovalenko en hebben samen een dochter.